# Borthen
Borthen ist ein Ortsteil der Stadt Dohna im Landkreis Sächsische Schweiz-Osterzgebirge, Sachsen. Er ist bekannt für den Obstbau. Borthen gehört zur Ortschaft Röhrsdorf und besteht aus den ehemals selbständigen Gemeinden Großborthen und Kleinborthen sowie aus Neuborthen.

## Geographie

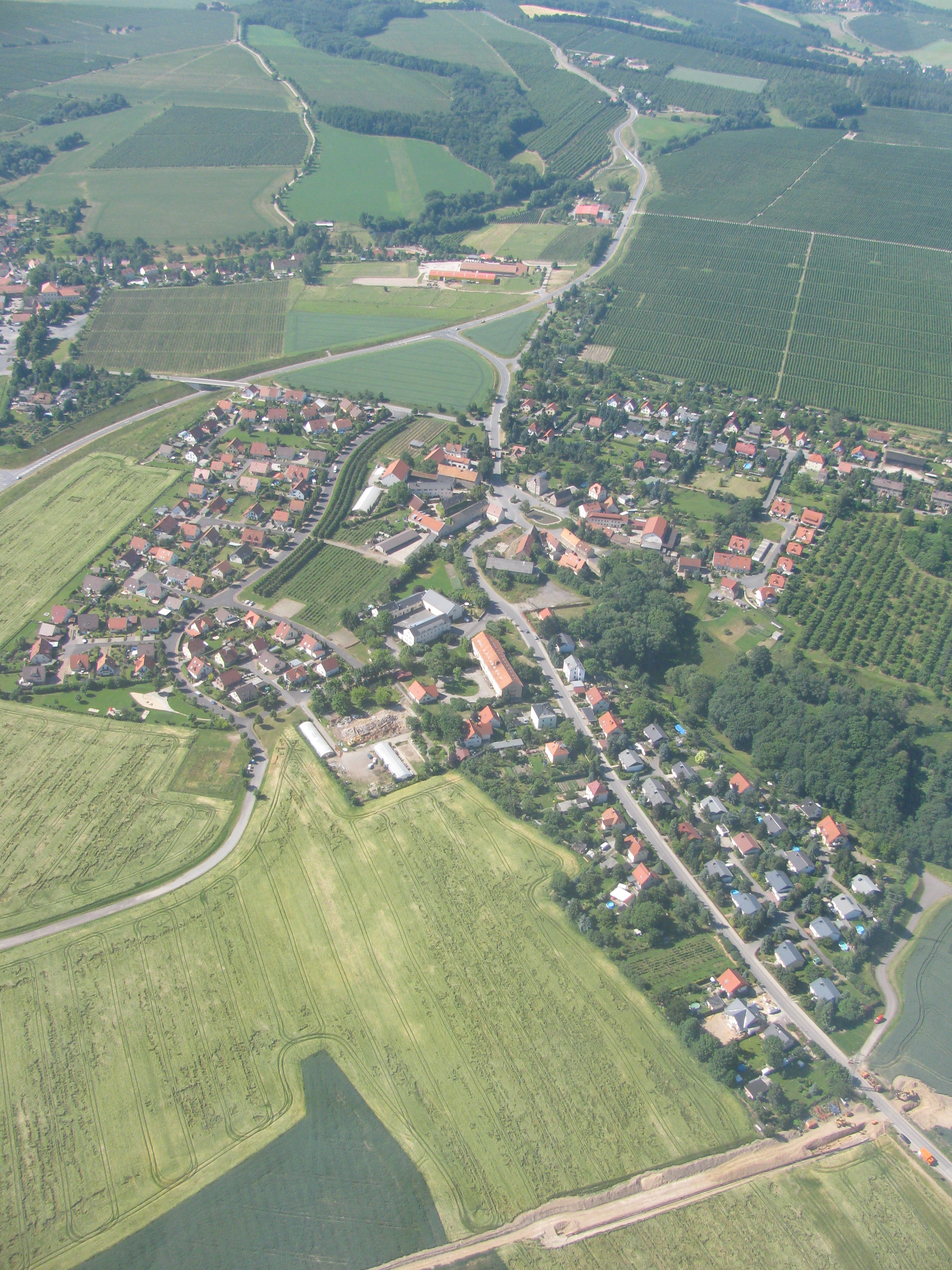
Borthen aus der Vogelperspektive

Borthen liegt etwa vier Kilometer nordwestlich der Dohnaer Altstadt an der Stadtgrenze zu Dresden. Es befindet sich auf einer Hochfläche zwischen Lockwitzbach im Westen und Müglitz im Osten. Nördlich Borthens fällt das Gelände etwa 100 Meter zum Elbtalkessel hin ab. Von Borthen führt der von einem kleinen Bach durchflossene Borthener Grund in den Lockwitzgrund. Auf den Fluren um Borthen wird intensiver Obstbau betrieben. Besonders verbreitet sind Apfelbäume. Auch andere Sonderkulturen, darunter Erdbeeren, Himbeeren, Kirschen, Pflaumen und Birnen, sind auf einer Fläche von mehreren hundert Hektar um Borthen zu finden.
Angrenzende Dohnaer Ortsteile sind Burgstädtel im Westen, Röhrsdorf im Süden und Bosewitz im Osten. Nordwestlich benachbart ist der Kreischaer Ortsteil Sobrigau, nördlich der Dresdner Stadtteil Lockwitz. Nordöstlich von Borthen liegt der Heidenauer Ortsteil Wölkau.
Der Ortsteil bzw. die Gemarkung Borthen gliedern sich in mehrere Teile. Das Zentrum Großborthens ist der Dorfplatz in der Mitte eines weitgehend erhalten gebliebenen Rundlings. Um ihn herum liegen mehrere Kleinsiedlungen, darunter Am Kellerstück im Osten, Am Grund im Norden und am Karl-Opp-Weg im Westen. Kleinborthen liegt etwa 500 Meter westlich des Großborthener Dorfplatzes an der Kleinborthener Straße.
Die Gemarkung Borthen zieht sich weit nach Süden, bis kurz vor den Kreischaer Ortsteil Wittgensdorf, und steigt bis auf eine Höhe von fast 300 m ü. NN an. Hier grenzt sie im Osten an den Röhrsdorfer Park, im Südwesten an Gombsen und am Lockwitzbach zwischen Brand- und Hummelmühle an Kautzsch. In der Mitte zwischen Röhrsdorf und Gombsen liegt Neuborthen an der Neuborthener Straße. Unmittelbar nördlich davon befindet sich die Wüste Mark Heinitz. Ihr Flurname weist auf die Wüstung Heinitz hin, die dort vermutet wird.
Durch den Norden der Borthener Flur verläuft in Ost-West-Richtung die Bundesautobahn 17. Sie trifft unmittelbar östlich der Lockwitztalbrücke auf Borthener Gebiet. Unmittelbar nordöstlich Borthens liegt die Anschlussstelle Heidenau, an der sich die Autobahn mit der Staatsstraße 175 kreuzt. Die Staatsstraße führt von der S 172 in Lockwitz aus dem Elbtal hinaus über die Autobahn hinweg und dann in einem Bogen östlich um Borthen herum weiter bis nach Lungkwitz.
Weitere wichtige Straßen in Borthen sind die Lockwitzer Straße, die nach Norden in den namensgebenden Dresdner Stadtteil führt, sowie die Röhrsdorfer Straße als Verbindung nach Osten ins Dohnaer Stadtzentrum. Daneben verbinden auch die Burgstädtler und die Wölkauer Straße Borthen mit den entsprechenden Nachbarorten. An den ÖPNV ist Borthen über die Buslinie 89 der Dresdner Verkehrsbetriebe sowie die Linie B des Reisedienstes Dreßler angebunden.

## Geschichte

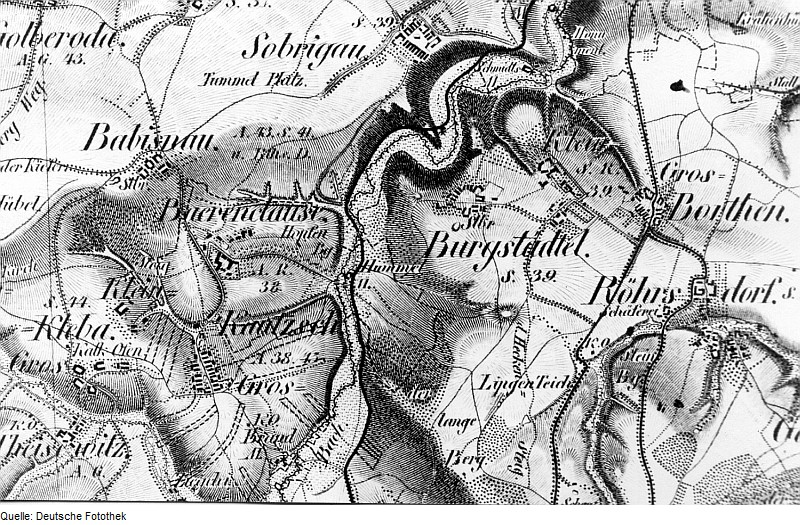
„Gros-Borthen“ und „Klein-Borthen“ auf einer Karte aus dem 19. Jahrhundert

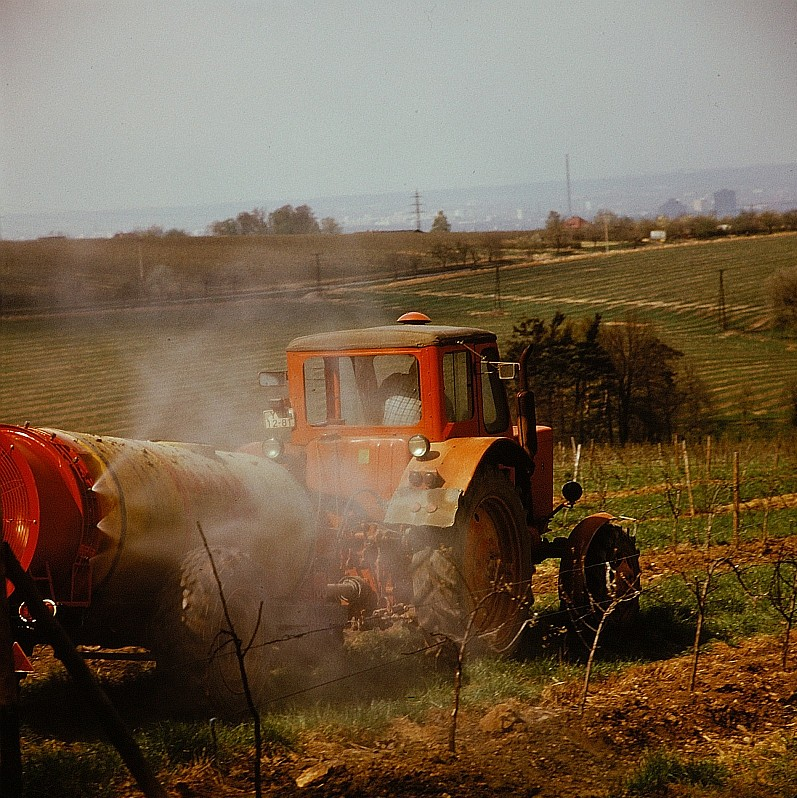
Pflanzenschutzarbeiten im Borthener Obstanbaugebiet mit Traktor des Typs MTS-52, 1977

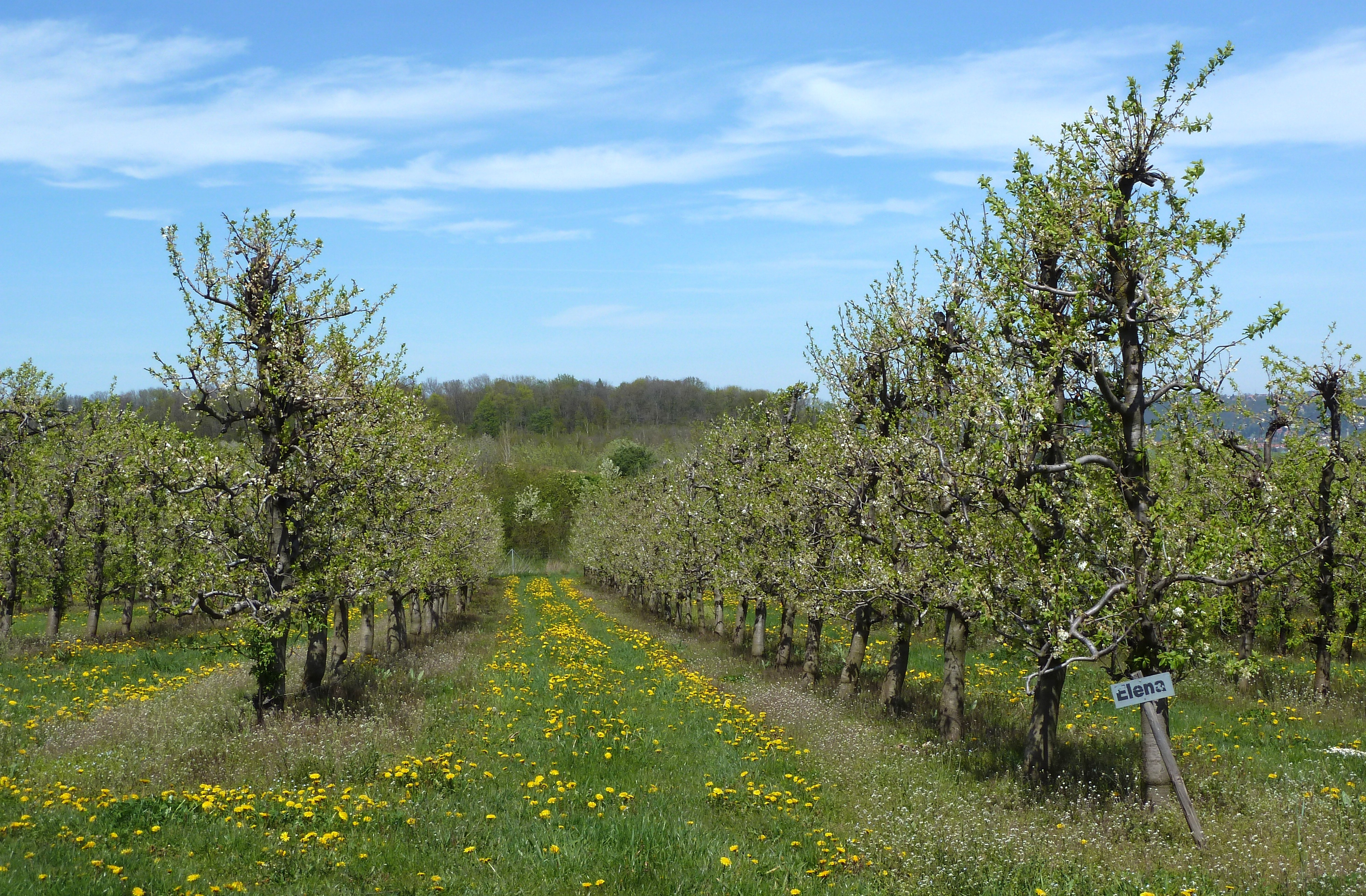
Obstplantage Borthen 2021

Der Ortsname ist altsorbischen Ursprungs. Er hat ursprünglich wahrscheinlich „Borantin“ bzw. „Bořetin“ geheißen, was „Besitz des Boranta“ bzw. „Besitz des Bořeta“ bedeutet. Damit leitet sich der Ortsname vom Vornamen eines slawischen Lokators ab. Erstmals erwähnt wurde der Ortsname (Groß-)Borthen 1286 als „Borrenthin maior“. Im Jahre 1378 wurde zwischen „Baratin maior“ und „Boratin minor“ unterschieden, 1404 zwischen „zen großin Boretin“ und „zen Wenigen Boretin“. In den folgenden 150 Jahren waren mannigfaltige Schreibweisen in Verwendung, darunter „Grossenboretin in der Donyschen pflege“, „das Cleyne Borten“, „Borttin“, „Portten“ sowie „Großen Bortha“. Erst im späten 19. Jahrhundert galt dann die amtliche Schreibweise „Großborthen“ und „Kleinborthen“.
Die Grundherrschaft über Borthen und die umliegenden Orte war mit dem Besitz des 1552 als altschriftsässig erwähnten Rittergutes in Kleinborthen verbunden. Im frühen 15. Jahrhundert gehörte Borthen den Herren von Carlowitz. Mitte des 16. Jahrhunderts ließ Hans Christoph von Bernstein als Herrensitz auf dem Gutsgelände das Alte Schloss errichten, um 1700 entstand nebenan das Neue Schloss. Im 17. und 18. Jahrhundert unterstand das Rittergut nacheinander den Herren von Schönberg, von Neitschütz und den Freiherren von Meusebach. Bis ins frühe 19. Jahrhundert war es im Besitz der Grafen von Flemming, danach gehörte es bis 1945 den Grafen von Wallwitz.
Um das Rittergut in Kleinborthen entwickelte sich eine Gutssiedlung mit Häuslerabbau. Zum Rittergut gehörten diverse Gutsblöcke auf Borthener Flur. Kleinborthen bildete noch im 16. Jahrhundert eine Gemeinde mit dem unmittelbar benachbarten Burgstädtel. Großborthen war hingegen ein Rundling mit Blockflur. Die Verwaltungshoheit über beide Orte oblag seit dem 16. Jahrhundert dem Amt Pirna, 1856 dann dem Gerichtsamt Pirna. Auf Grundlage der Landgemeindeordnung von 1838 bildeten Groß- und Kleinborthen eine gemeinsame Landgemeinde, die 1874 Teil der Amtshauptmannschaft Pirna war.
Die Gemeinde Borthen wurde 1930 in die selbständigen Kommunen Großborthen und Kleinborthen geteilt, dies bereits jedoch schon 1936 wieder rückgängig gemacht. Am 1. Juli 1950 kam durch Eingemeindung der Nachbarort Burgstädtel zur Gemeinde Borthen dazu. Bei einer Kommunalreform in der DDR wurde Borthen 1952 dem Kreis Freital zugeordnet. In der Zeit der DDR entstand im Süden der Borthener Flur der Ortsteil Neuborthen.
Im Jahr 1952 gründete sich die „LPG Vorwärts Borthen“. Ihre Mitglieder begannen 1957 mit dem Plantagenobstbau. In den Folgejahren wuchs Borthen zu einem Zentrum des Obstbaus in Sachsen heran. Seit 1975 findet in und um Borthen alljährlich das „Borthener Blütenfest“ statt. Nach der Abwicklung des 1978 gegründeten Volkseigenen Gutes Obstproduktion Borthen infolge der Wende entstanden mehrere private Obstbaubetriebe. Sie haben sich zur „Erzeugergemeinschaft Borthener Obst“ mit Sitz in Röhrsdorf zusammengeschlossen.
Am 1. Januar 1993 schloss sich die Gemeinde Borthen mit den Gemeinden Gorknitz und Röhrsdorf aus dem Kreis Pirna zusammen. Als Teil der neuen Gemeinde Röhrsdorf schied Borthen aus dem Landkreis Freital aus und kam zum Landkreis Pirna, der bei der Kreisreform am 1. August 1994 in den Landkreis Sächsische Schweiz eingegliedert wurde. Als Teil der Gemeinde Röhrsdorf wurde Borthen am 1. Januar 1999 in die Stadt Dohna eingemeindet, die seit dem 1. August 2008 zum neugebildeten Landkreis Sächsische Schweiz-Osterzgebirge gehört.

## Einwohnerentwicklung
| Jahr    | Großborthen                               | Kleinborthen                  | gesamt |
| ------- | ----------------------------------------- | ----------------------------- | ------ |
| 1547/52 | 16 besessene Mann, 1 Häusler, 34 Inwohner | 4 besessene Mann, 32 Inwohner | k. A.  |
| 1764    | 8 besessene Mann, 7 Gärtner, 3 Häusler    | 4 Häusler                     | k. A.  |
| 1834    | 138                                       | 77                            | 215    |
| 1871    | 179                                       | 84                            | 263    |
| 1890    | 189                                       | 99                            | 288    |
| 1910    | k. A.                                     | k. A.                         | 305    |
| 1925    | k. A.                                     | k. A.                         | 301    |
| 1939    | k. A.                                     | k. A.                         | 361    |
| 1946    | k. A.                                     | k. A.                         | 433    |
| 1950    | k. A.                                     | k. A.                         | 586    |
| 1964    | k. A.                                     | k. A.                         | 549    |

## Mit Borthen verbundene Persönlichkeiten
- Gerhard Schiffel (1913–2002), Maler und Grafiker